# 尚特佩里耶
尚特佩里耶（法語：Chantepérier，法語發音：[ʃɑ̃tpeʁje]）是法国伊泽尔省的一个市镇，属于格勒诺布尔区。该市镇于2019年由原市镇尚特卢沃和勒佩里耶合并而成，行政中心位于尚特卢沃。

## 地名
“尚特佩里耶”（Chantepérier）一名由原市镇尚特卢沃（Chantelouve）和勒佩里耶（Le Périer）的名称中各取一部分合并而成。

## 地理
尚特佩里耶（44°59'5"N, 5°58'9"E）面积81.40 平方千米，位于法国奥弗涅-罗讷-阿尔卑斯大区伊泽尔省，该省份为法国东南部内陆省份，北起顺时针与安省、萨瓦省、上阿尔卑斯省、德龙省、阿尔代什省、卢瓦尔省和罗讷省。
与尚特佩里耶接壤的市镇（或旧市镇、城区）包括：奥尔农、维拉尔雷蒙、维拉尔圣母村、瓦桑堡、瓦尔茹夫雷、昂特赖格、瓦尔博奈、拉蒂耶地区奥里、拉瓦尔当斯。
尚特佩里耶的时区为UTC+01:00、UTC+02:00（夏令时）。

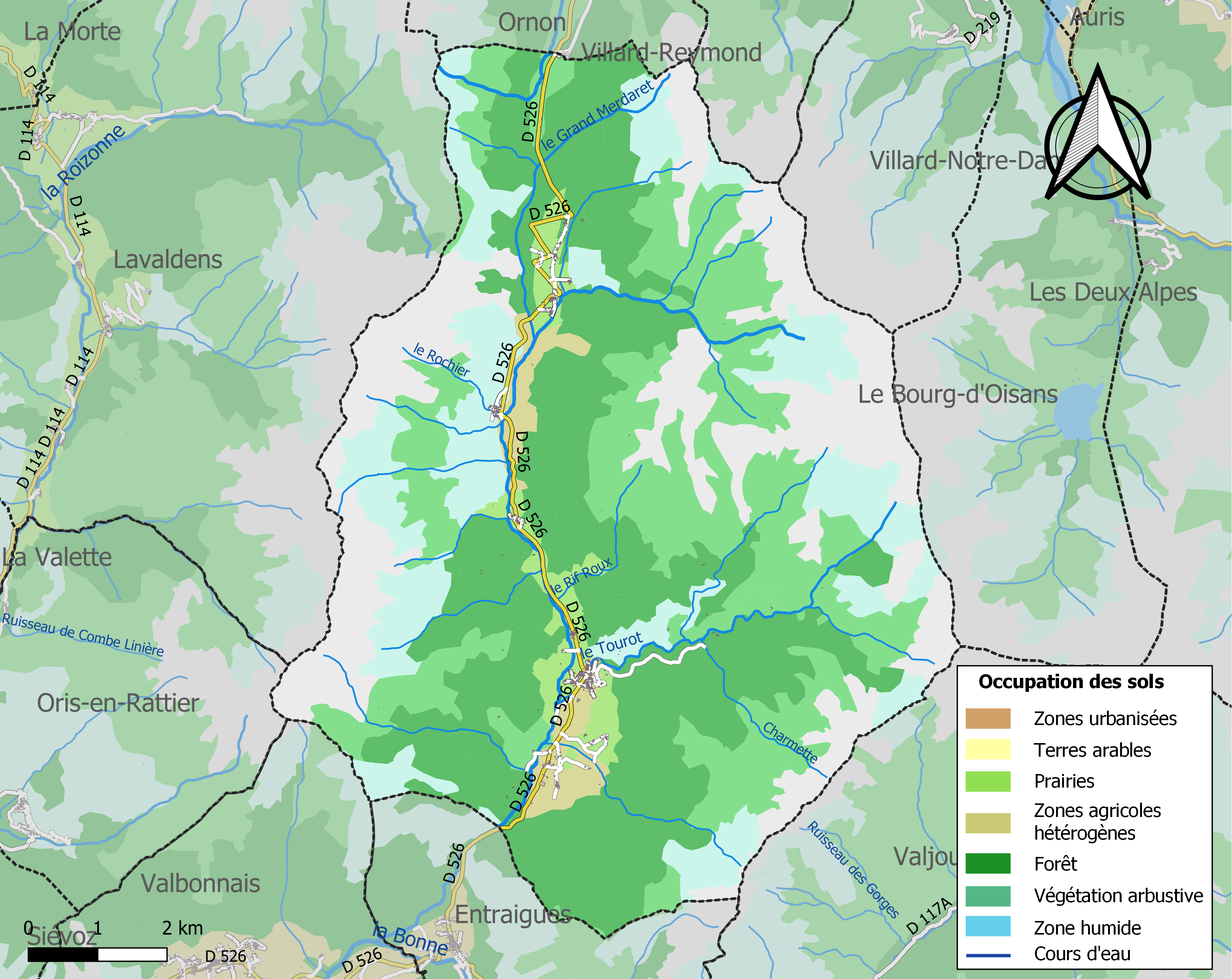
尚特佩里耶的OSM定位图

## 行政
尚特佩里耶的邮政编码为38740，INSEE市镇编码为38073。

## 政治
尚特佩里耶所属的省级选区为马泰西讷-特列沃县。

## 人口
尚特佩里耶于2022年1月1日时的人口数量为211人。